# Moovala, Belur
Moovala là một làng thuộc tehsil Belur, huyện Hassan, bang Karnataka, Ấn Độ.